# Matabeleland Meridional
Matabeleland Meridional (en anglès Matabeleland South) és una de les deu províncies de Zimbàbue. Ocupa una àrea de 54.172 km². La capital de la província és Gwanda.

## Departaments

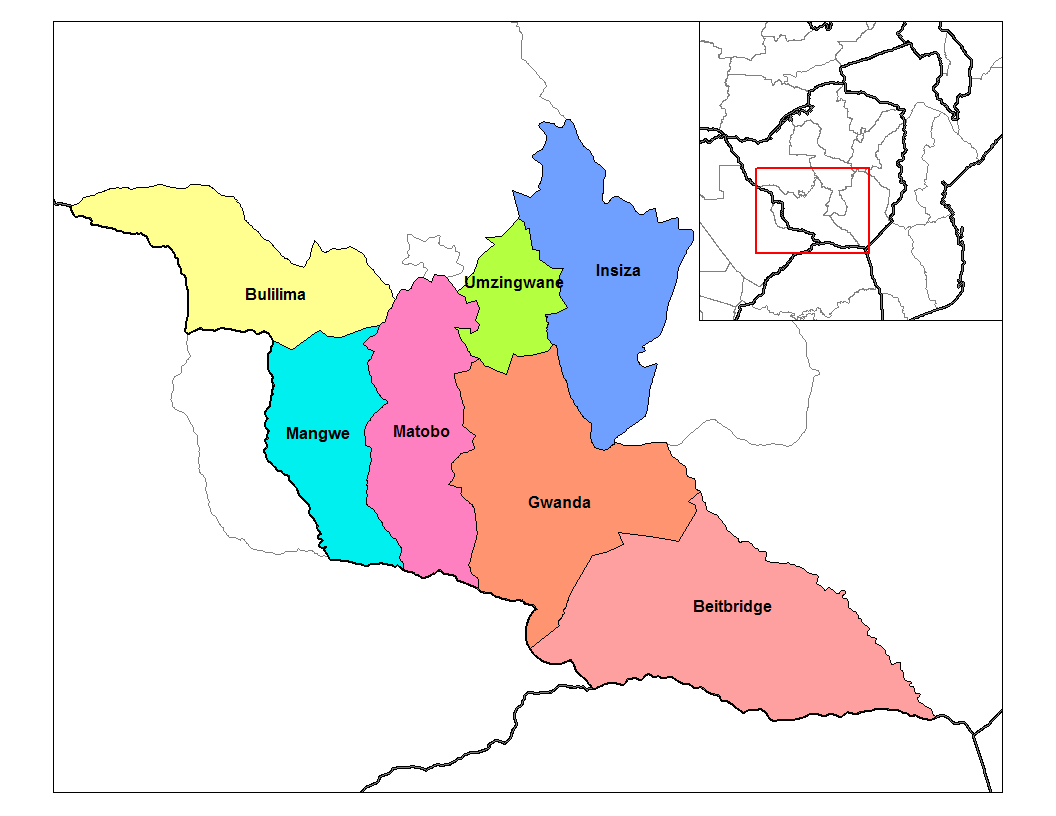
Departaments de Matabeleland Meridional

Matabeleland Meridional es divideix en 6 departaments:
- Beitbridge
- Bulilimamangwe
- Gwanda
- Insiza
- Matobo
- Umzingwane